# Morti nel 1711
| Questa pagina contiene informazioni ricavate automaticamente dalle voci biografiche con l'ausilio del template Bio e di un bot. L'aggiornamento è periodico e automatico e ricostruisce completamente la pagina. Se manca una persona in questa lista, sei pregato di non aggiungerla, ma accertati piuttosto che la sua voce biografica contenga il template Bio e che i dati anagrafici siano correttamente compilati. Se il template Bio manca, inseriscilo tu stesso o, in alternativa, metti l'avviso {{tmp\|Bio}} che ne segnala la mancanza. Se i dati riportati sono sbagliati, correggi direttamente la voce biografica; le modifiche saranno visibili in questa lista entro pochi giorni. Per chiarimenti vedi il progetto biografie. La lista contiene solo le 71 persone che sono citate nell'enciclopedia e per le quali è stato implementato correttamente il template Bio. Pagina aggiornata al 18 lug 2025. |

## Gennaio(10)
- 5 gennaio - Mary Rowlandson, scrittrice britannica (n. 1637)
- 6 gennaio - Philips van Almonde, ammiraglio olandese (n. 1644)
- 6 gennaio - Quirino Colombani, compositore e violoncellista italiano
- 6 gennaio - Johann Hugo von Orsbeck, arcivescovo cattolico tedesco (n. 1634)
- 10 gennaio - John Manners, I duca di Rutland, politico e ufficiale inglese (n. 1638)
- 16 gennaio - Giuseppe Vaz, presbitero indiano (n. 1651)
- 21 gennaio - Federico Guglielmo Kettler, duca (n. 1692)
- 21 gennaio - Augustinus Terwesten, pittore, disegnatore e incisore olandese (n. 1649)
- 24 gennaio - Jean Berain, pittore, decoratore e incisore francese (n. 1640)
- 26 gennaio - Luis Francisco de la Cerda y Aragón, nobile e politico spagnolo (n. 1660)

## Febbraio(4)
- 1º febbraio - Vladimir Vasil'evič Atlasov, esploratore russo
- 2 febbraio - Livia Cesarini, nobile italiana (n. 1646)
- 3 febbraio - Francesco Maria de' Medici, nobile e cardinale italiano (n. 1660)
- 26 febbraio - Claude Frassen, teologo e filosofo francese (n. 1620)

## Marzo(5)
- 3 marzo - Carlo d'Assia-Wanfried, nobile tedesco (n. 1649)
- 10 marzo - Leopold Matthias von Lamberg, principe e politico austriaco (n. 1667)
- 13 marzo - Nicolas Boileau, poeta, scrittore e critico letterario francese (n. 1636)
- 15 marzo - Eusebio Francesco Chini, gesuita, missionario e geografo italiano (n. 1645)
- 19 marzo - Francesco Domenico del Liechtenstein, principe austriaco (n. 1689)

## Aprile(4)
- 11 aprile - Louis Carré, matematico francese (n. 1663)
- 14 aprile - Luigi, il Gran Delfino, nobile francese (n. 1661)
- 17 aprile - Giuseppe I d'Asburgo, imperatore (n. 1678)
- 29 aprile - Tolomeo III Saverio Gallio, VI duca di Alvito, nobile italiano (n. 1685)

## Maggio(5)
- 2 maggio - Laurence Hyde, I conte di Rochester, politico e scrittore inglese (n. 1641)
- 10 maggio - Luigi di Lorena, principe (n. 1704)
- 26 maggio - Wriothesley Russell, II duca di Bedford, nobile britannico (n. 1680)
- 27 maggio - Francesco Alessandro di Nassau-Hadamar, nobile tedesco (n. 1674)
- 28 maggio - Joseph Andrault de Langeron, ammiraglio francese (n. 1649)

## Giugno(3)
- 9 giugno - Alessandro Caprara, cardinale italiano (n. 1626)
- 9 giugno - Humbertus Guilielmus de Precipiano, arcivescovo cattolico francese (n. 1627)
- 16 giugno - Amalia di Curlandia, nobile (n. 1653)

## Luglio(4)
- 6 luglio - James Douglas, II duca di Queensberry, politico scozzese (n. 1662)
- 14 luglio - Giovanni Guglielmo Friso d'Orange, principe (n. 1687)
- 15 luglio - John Holles, I duca di Newcastle-upon-Tyne, nobile e politico inglese (n. 1662)
- 21 luglio - Gérard de Lairesse, pittore, incisore e decoratore olandese (n. 1641)

## Agosto(3)
- 22 agosto - Louis François de Boufflers, generale francese (n. 1644)
- 25 agosto - Edward Villiers, I conte di Jersey, nobile e politico inglese (n. 1656)
- 30 agosto - Pieter Spierinckx, pittore fiammingo (n. 1635)

## Settembre(8)
- 3 settembre - Elisabeth Sophie Chéron, pittrice, poetessa e musicista francese (n. 1648)
- 16 settembre - John Lawson, esploratore, naturalista e scrittore britannico (n. 1674)
- 17 settembre - Giovanni Maria Gabrielli, cardinale italiano (n. 1654)
- 19 settembre - Davide Cocco Palmieri, vescovo cattolico italiano (n. 1632)
- 21 settembre - Anna Augusta di Hohenlohe-Waldenburg-Schillingsfürst, principessa tedesca (n. 1675)
- 24 settembre - Paolo Maura, poeta italiano (n. 1638)
- 25 settembre - Johannes De Peyster, politico statunitense (n. 1666)
- 27 settembre - Kaikhosro di Cartalia, re (n. 1674)

## Ottobre(3)
- 4 ottobre - Sayf bin Sultan, sovrano omanita
- 26 ottobre - Bonaventura da Potenza, presbitero italiano (n. 1651)
- 30 ottobre - Wilhelmus à Brakel, predicatore e teologo olandese (n. 1635)

## Novembre(2)
- 3 novembre - Vitale Giordano, matematico italiano (n. 1633)
- 21 novembre - Giuseppe Galardi, fantino italiano (n. 1672)

## Dicembre(3)
- 6 dicembre - Enrico Vialardi di Villanova, vescovo cattolico italiano (n. 1631)
- 7 dicembre - William Fermor, I barone Leominster, nobile e politico inglese (n. 1648)
- 19 dicembre - Filippo Guglielmo di Brandeburgo-Schwedt, nobile (n. 1669)

## Senza giorno specificato(17)
- Clemente Erminio Borgia, nobile italiano (n. 1640)
- Francesco Botti, pittore italiano (n. 1640)
- Sigismondo Calchi, nobile, politico e giurista italiano (n. 1626)
- Diego Dávila Mesía y Guzmán, generale e politico spagnolo
- Andrea Miglionico, pittore italiano (n. 1662)
- Pierre Mortier, disegnatore olandese (n. 1661)
- Neofito V di Costantinopoli, arcivescovo ortodosso greco
- John Norris, filosofo britannico (n. 1657)
- Nicola Righetti, vescovo cattolico italiano (n. 1646)
- Ryōnen Gensō, monaca buddista e artista giapponese (n. 1646)
- Peter Schenk, incisore, editore e cartografo olandese (n. 1660)
- Alessandro Tremignon, architetto italiano
- Girolamo Troppa, pittore italiano (n. 1636)
- Giovanni Francesco Venturini, incisore italiano (n. 1650)
- Domenico Maria Viani, pittore italiano (n. 1668)
- William Whetstone, ammiraglio inglese
- Çorlulu Damat Ali Pascià, politico ottomano